# 구로시마촌 (이시카와현)
구로시마촌(黒島村)은 이시카와현 후게시군에 설치되었던 촌이다. 현재의 와지마시에 해당한다.